# Deutsche Dante-Gesellschaft
Die Deutsche Dante-Gesellschaft ist die älteste internationale Dante-Vereinigung. Ihr Ziel ist, die Beschäftigung mit Dante Alighieri und seiner Epoche zu fördern. Dazu veranstaltet sie interdisziplinäre Jahrestagungen und gibt das Deutsche Dante-Jahrbuch heraus, das 1867 zum ersten Mal erschien. Zum 600. Geburtstag Dantes wurde die Deutsche Dante-Gesellschaft 1865 durch Johann Heinrich Friedrich Karl Witte am 13. September in Dresden gegründet. Die Schirmherrschaft übernahm König Johann von Sachsen, der unter dem Pseudonym Philalethes Dantes Göttliche Komödie übersetzt hatte. Nach dem Tod Wittes ruhte die Vereinstätigkeit zunächst und wurde erst 1914 von Hugo Daffner wiederbelebt, der den Sitz des eingetragenen Vereins nach Weimar verlegte.
Vorsitzender des eingetragenen und als gemeinnützig anerkannten Vereins ist Karl Philipp Ellerbrock, Ehrenvorsitzender ist Bernhard König.

## Präsidenten
- 1865–1883 Johann Heinrich Friedrich Karl Witte
- 1914–1927 Hugo Daffner
- 1927–1949 Walter Goetz
- 1949–1972 Hans Rheinfelder
- 1972–1993 August Buck
- 1993–2005 Bernhard König
- 2005–2013 Winfried Wehle
- 2013–2021 Rainer Stillers
- seit 2021 Karl Philipp Ellerbrock